# 토니앤가이

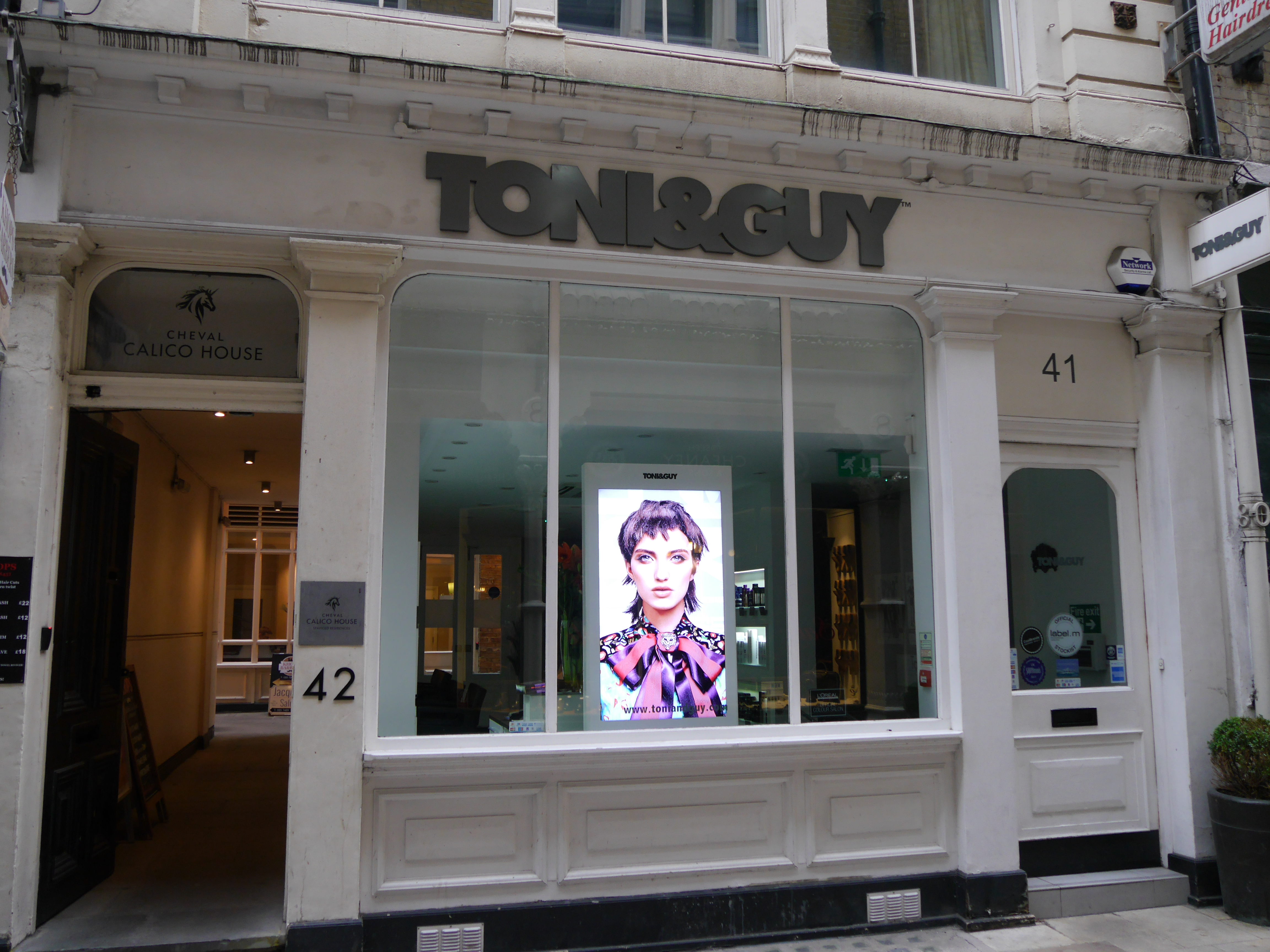
런던 (2018년)

토니앤가이(Toni & Guy)는 영국 런던에서 시작된 세계적인 미용실 브랜드이다.